# Symbool

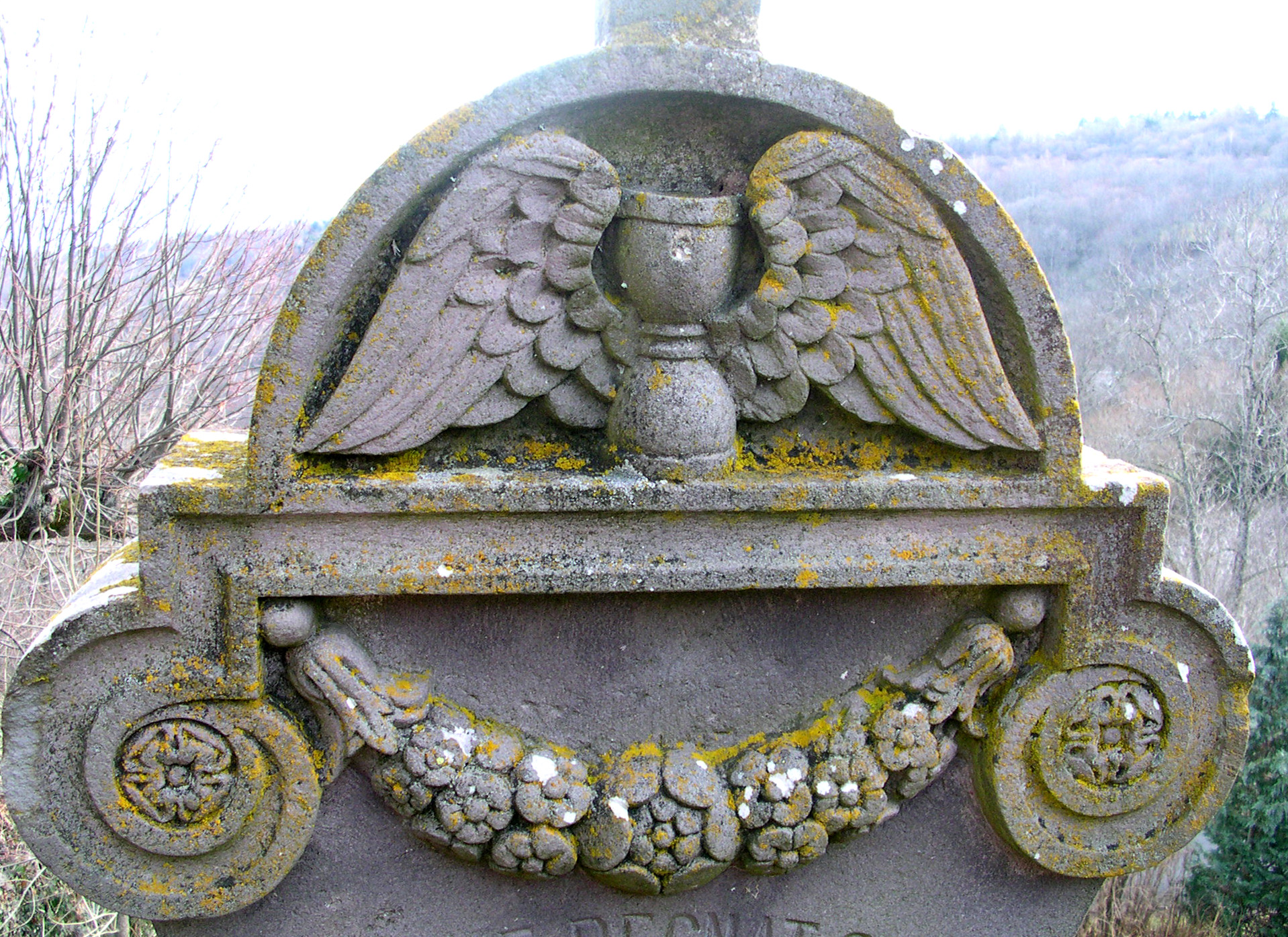
Symbolen op een grafsteen

Symbolen op een speelkaart

Een symbool of zinnebeeld is een teken, object, vorm of kleur waarmee iets anders wordt voorgesteld. Zo is een hartvormig object een symbool van de liefde.
De betekenis van een symbool is conventioneel; zij berust op afspraken die de gebruikers van het symbool of, bijvoorbeeld in de taal, van het systeem waar het symbool deel van uitmaakt, ooit hebben gemaakt. De semiotiek onderscheidt, naast het symbool, twee andere soorten tekens: de index en het icoon.

## Afgesproken betekenis
In het dagelijks leven komen symbolen op allerlei plaatsen terug. Ze bepalen het straatbeeld met vlaggen, handelsmerken, logo’s en reclameborden. Veel verschillende afbeeldingen in het verkeer vertellen de weggebruiker wat hij moet doen of laten, en waarschuwen voor gevaarlijke situaties.

### Gebruik in de wetenschap
Symbolen worden gebruikt in de wiskunde, de logica en de natuurwetenschap, ten behoeve van eenvoud en zo veel mogelijk ondubbelzinnigheid in de uitspraken. Er worden, dikwijls na verhitte debatten, nauwkeurige afspraken gemaakt over hun betekenis, zodat gesproken kan worden over de begrippen die in de betreffende wetenschap worden bestudeerd.

### Cultuur als symbolenspel, en taal als symbolisch systeem
Cultuur wordt wel gezien als één groot symbolenspel, waar religie, kunst, wetenschappelijke en filosofische kennis en economische verschijnselen deel van uitmaken. De meest complexe en meest gebruikte vorm van symbolen komt voor in de gesproken en geschreven taal.

## Etymologie
Voor de herkomst en betekenisontwikkeling van 'symbool', zie symbool op etymologiebank.nl

## Huistekens en merktekens
Toen het grootste deel van een bevolking nog niet kon lezen of schrijven, werd eigendom duidelijk gemaakt door het brandmerken van vee, het merken van grenspalen, het merken van huisraad. Dit gebeurde met eenvoudige, goed herkenbare tekens, meestal huismerken genoemd.
Deze huismerken werden soms generaties lang door een familie gevoerd en werden ook geaccepteerd als handtekening van een ongeletterde persoon. In oude notariële akten komen huismerken als ondertekening voor, en ook oude graffiti toont soms interessante huismerken.
Heraldische wapens zijn een gecultiveerde vorm van huismerken. De heraldiek, die deze familiewapens beschrijft, heeft een heel eigen verzameling van symbolen.

## Getallensymboliek

Het Maya-teken voor het getal 0

In overleveringen, culturele tradities of godsdiensten kunnen specifieke getallen een symbolische betekenis hebben. Deze getallen kunnen per cultuur of godsdienst sterk verschillen. In de westerse (christelijke) traditie wordt het getal 13 vaak in verband gebracht met ongeluk.
In de joodse kabbala, en de daarin voorkomende getalsleer of gematria, hebben alle cijfers, getallen en hun onderlinge bewerking een eigen symbolische betekenis.

## Symbolen en reclame
Reclame doet een appel op (on)bewuste kennis en begrip van symbolen, om het koopgedrag van de consument te beïnvloeden. Vaak spelen kleuren daarbij een belangrijke rol. In het geval er van de naam een symbool is gemaakt, spreekt men van een beeldmerk.

## Andere voorbeelden
- letter of lettercombinatie als voorstelling van een chemisch element; ook wetenschappelijke notaties, zoals wiskundige symbolen en symbolen voor eenheden. Deze symbolen zijn meestal een of meerdere letters uit het alfabet, waarbij is voorgeschreven wanneer het hoofdletters of kleine letters moeten zijn, bijvoorbeeld kHz voor kilohertz.
- vlaggen van landen, zie lijst van vlaggen van de wereld
- wapens van landen, zie lijst van nationale heraldische wapens
- symbolen voor bedrijven (logo's), beroepen, verenigingen, clubs en genootschappen
- letters, woorden, zinnen en leestekens. Sommige symbolen uit de oudheid zijn vanuit beeldschrift geëvolueerd tot abstracte schrifttekens.
- protoschrift

## Chemie
De chemische elementen uit het periodiek systeem worden aangeduid met een internationaal symbool van een of twee (soms drie) letters. De eerste letter is een hoofdletter. Bijvoorbeeld Na voor natrium en U voor uranium. Deze symbolen zijn in elke taal dezelfde, hoewel de naam van de elementen per landstaal verschillend kan zijn.

## Natuurkunde
Eenheden hebben ook een internationaal symbool, bijvoorbeeld km voor kilometer en V voor volt. Zie de lijst van symbolen van eenheden.

## Informatica en telecommunicatie
In de informatica is een symbool een discrete waarde, waaraan een 'semantische inhoud', een specifieke betekenis is toegekend. Bijvoorbeeld een identifier of integer, maar ook een complexe structuur zoals een document object model (is een symbool dat) bestaat uit symbolen.
In de telecommunicatie vertegenwoordigt het begrip symbool een discrete signaalwaarde, die bij signaaltransport gedurende een bepaalde tijd hetzelfde blijft.

## Religieuze symbolen

Symbool voor het zonnewiel

Godsdiensten over de hele wereld bedienen zich van symbolen, die kunnen staan voor het complete concept van die religie, maar ook voor specifieke begrippen binnen die religie. Zo kunnen tekens een symbolische functie hebben. Een religieus symbool kan ook de vorm hebben van een geschrift (dan ook als symbolum geschreven, zoals de Apostolische geloofsbelijdenis (Symbolum Apostolicum), die als (herkennings)teken fungeert voor de eenheid van een geloofsgemeenschap.
Een teken heeft altijd maar één betekenis, een symbool meerdere betekenissen. Een symbool geeft te denken over de hoofdzaken van het leven.
Ook menselijke, dierlijke, halfmenselijke of bovenmenselijke figuren hebben binnen godsdiensten soms een heel specifieke betekenis.
Voorbeelden van symbolen die een belangrijke rol spelen in religie en spiritualiteit:

Om (hindoeïsme)
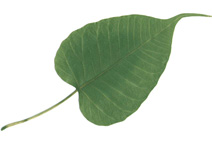
Bodhiboom (boeddhisme)
Christelijke vlag
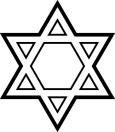
Davidster (jodendom)
Dharmawiel (boeddhisme)
Ichtus (christendom)
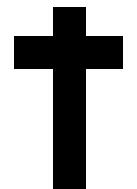
Kruis (christendom)
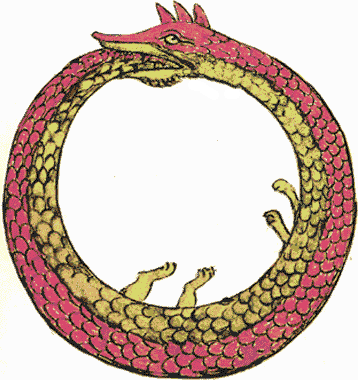
Ouroboros (esoterie)
Pentagram (esoterie)
Swastika (o.a. hindoeïsme, jaïnisme en boeddhisme en gebruikt door de nazi's)
Yin en yang (taoïsme)
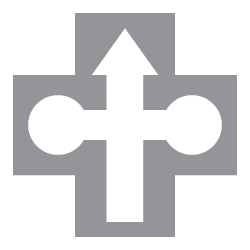
de Gulden Regel

## Gevaarsymbolen
Gevaar-symbolen zijn herkenbare symbolen, ontworpen om te waarschuwen voor gevaarlijke stoffen of gevaarlijke locaties. Het gebruik van gevaarsymbolen wordt vaak bij wet geregeld, en geregisseerd door normalisatie-instellingen.

## Voorbeelden van symbolen

Venus en Mars of vrouw en man, hierbij is ook gebruikgemaakt van kleur
♀, symbool voor Venus, vrouw of vrouwelijk
♂, symbool voor Mars, man of mannelijk
⚥, symbool voor tweeslachtigheid
Symbool voor de aarde
Een symbool voor een mijn op een landkaart
Een pijl door een ring staat symbool voor "door"
Een zandloper als symbool voor tijd
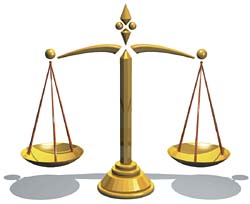
Een weegschaal als symbool voor justitie